# ریممبر ماندی
ریممبر ماندی (به انگلیسی: Remember Monday) گروه موسیقی انگلیسی است.
آن‌ها نماینده بریتانیا در یوروویژن ۲۰۲۵ هستند.